# 피토케미컬

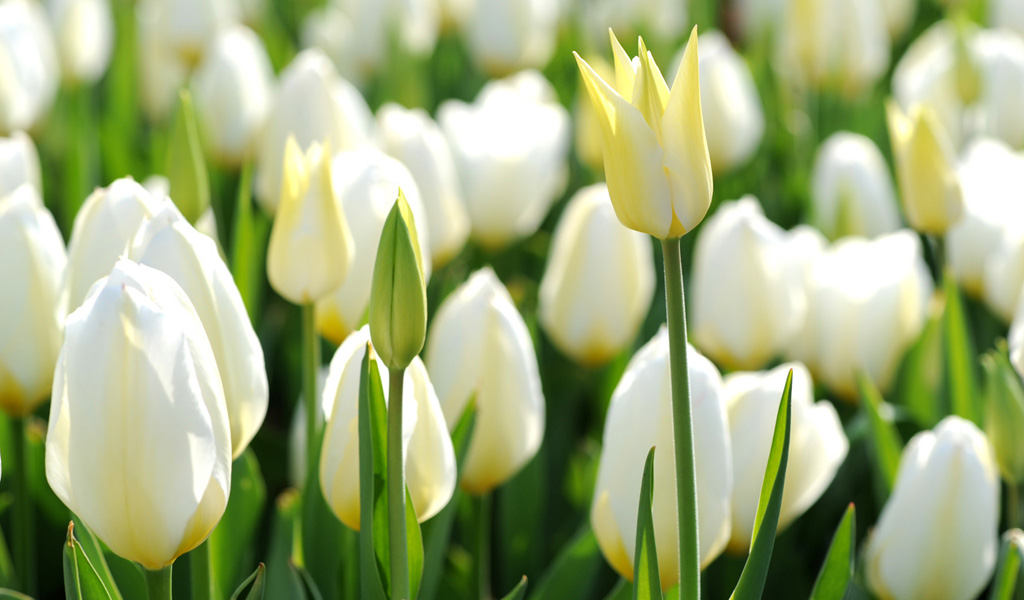
꽃(색깔과 향기를 발현시키기위해 고분자(피토케미컬)수준에서 이를 다룰수있도록 오랜세월 진화해왔다)

피토케미컬(영어: phytochemical) 또는 식물 화학물질(植物化學物質)은 식물에서 자연적으로 만들어지는 천연물이자 유기화합물을 통틀어 말한다(phyto는 그리스어로 "식물"을 의미한다). 천연물의 주요 성분이며, 일부는 블루베리의 보라색과 같이 식물의 색소, 마늘의 냄새와 같은 식물의 관능성 등과 관련되어 있다. 카로티노이드 또는 플라보노이드 등과 같이 피토케미컬은 다양한 생리 활성 기능BRM,Biological response modifiers)을 가지고 있어 생물학적으로 중요성을 가지지만, 필수 영양소는 아니다. elifesciences의 천연물에 관한 연구 'The LOTUS initiative for open management in natural products research'에 의하면, 현재까지 약 5만 ~ 13만여 종의 피토케미켈이 발견되었다.

## 생리학적 의미에서의 피토케미컬
피토케미컬은 세포의 기능 또는 메커니즘과 관련한 구체적인 지식 없이 수천년 전부터 약물로 사용되어 왔다. 예를 들어, 히포크라테스는 버드나무 잎을 해열제로 처방하였다고 한다. 항염증 및 통증 완화 기능이 있는 살리신은 처음에 버드나무의 껍질에서 추출되었고, 이 후 인공적으로 생산되어 처방전 없이 살 수 있는 약물인 아스피린의 주성분이 되었다.
발효성 식이섬유와 같은 특정 피토케미컬은 미국 식품의약청(FDA)에 의해 제한된 건강정보에 한해서 허용된다.
일부 생리학적 특성을 지닌 피토케미컬들은 복잡한 유기 분자이기보다 성분이라고 할 수 있다. 예를 들어, 과일과 채소에 풍부한 셀레늄은 갑상선 호르몬 물질대사와 면역 기능을 포함하는 주요 대사 경로와 관련된 식이 미네랄이다. 특히, 이것은 필수적인 영양소이며, 효소의 생체 내의 항산화 작용을 하는 글루타티온 합성의 공동 인자이다.

### 임상 실험 및 효능 표기 상황
현재 피토케미컬을 기반으로 한 식이 보충제는 구매할 수 있다. 하지만 미국 암 협회는, "(현재)사용가능한 과학적 증거는 피토케미컬 식이 보충제를 섭취하는 것이 장기적으로 사람들이 과일, 채소, 콩, 그리고 곡물 등을 섭취하는 것만큼 건강에 좋다는 주장을 지지하지 않는다"고 말했다.

## 가공 식품 및 식물성 화학 물질
갓 수확한 식물성 식품에 포함된 피토케미컬은 요리와 같은 가공과정에서 기능이 저하될 수 있다. 요리 과정에서 피토케미컬의 기능이 저하되는 주요 원인은 열 분해이다.
반대로 라이코펜과 같이 토마토에 포함된 카로티노이드의 경우 요리할 경우 안정적으로 유지되거나 세포막으로부터 빠져나와 증가한다. 기계적 가공 과정과 같은 식품 가공 기술은 카로티노이드와 다른 피토케미컬들을 풍부하게 해주고 영양 흡수율을 높여준다.

## 식물의 씨앗
일반적으로 열매 깊숙한 속에 위치하며 동물의 섭취를 목적으로 한, 당분을 함유하는 열매의 특성과는 다르게 식물의 씨앗은 동물의 섭취로부터 배설, 토양의 균이나 바이러스에서도 보존되어 싹이 발아될 수 있도록 진화하였다. 장미과 벚나무속의 일부 열매에서처럼 몇몇 열매의 씨앗은 시안배당체 성분을 함유함으로써 이러한 메커니즘을 보다 잘 완수하도록 진하했다. 이러한 생리활성물질(BRM,Biological response modifiers)의 예로는 아미그달린(amygdalin), 솔라닌(Solanine), 쿠쿠르비타신(cucurbitacins) 등과 같은 피토케미컬(phytochemical)이 알려져있다.

## 생리활성물질
피토케미컬은 식물의 입장에서 보면  자연적으로 가지고 있는 자체적인 생리활성물질(BRM)로서의 의미도 가지며 이러한 맥락에서  활동일 주기(活動日週記)를 주관하는 태양 빛과 온도같은 외부환경과 서로 연관되는 내부적인 생화학물질로서 하루를 주기로 하여 나타나는 식물의 광합성이나 달맞이꽃, 나팔꽃의 개화등의 변화 현상은 그 주요한 예이다.

## 먹이사슬
식물은 생태계  먹이 그물(food web)의 주요한 하위 근간에 위치한다는 점에서  시각적인 정보메커니즘에서의 색소나 후각적 정보메커니즘에서의 향기 등처럼 생화학적으로 매우 풍부한 분자수준의 발현 메커니즘을 보유하고 진화해왔다. 식물 색소의 주요한 피토케미컬(phytochemical)로는 안토시아닌(anthocyanin)등이 알려져있으며 냄새 및 향기에 관여하는 피토케미컬(phytochemical)로는 테르펜(terpene), 쿠마린(Coumarin), 락톤(lactone) 등이 알려져있다.

## 환경오염
많은 과학자들이 환경오염 특히 토양 및 수질오염 그리고 인위적인 비료 또는 살충제등의 남용등에서 농작물의 재배는 심각할 수 있는 피토케미컬의 변형 또는 중금속같은 오염물질 성분의 함유을 지적하고 있다. 이는 최상위 포식자로서 인간의 자연에 대한 올바른 환경관념과 행동을 필연적으로 촉구한다고 볼 수 있다.

## 같이 보기
- 페로몬
- 폴리페놀
- 캄페스테롤

## 추가 자료
- Higdon, J. An Evidence – Based Approach to Dietary Phytochemicals. 2007. Thieme. ISBN 978-1-58890-408-9.
- Rosa, L.A. de la / Alvarez-Parrilla, E. / González-Aguilar, G.A. (eds.) Fruit and Vegetable Phytochemicals: Chemistry, Nutritional Value and Stability. 2010. Wiley-Blackwell. ISBN 978-0-8138-0320-3.
- Bongoni, R; Steenbekkers, LPA; Verkerk, R; van Boekel, MAJS; Dekker, M (2013). “Studying consumer behaviour related to the quality of food: A case on vegetable preparation affecting sensory and health attributes”. 《Trends in Food Science & Technology》 33 (2): 139–45. doi:10.1016/j.tifs.2013.08.004."Studying consumer behaviour related to the quality of food: A case on vegetable preparation affecting sensory and health attributes"Trends in Food Science & Technology 33 (2): 139–45. doi:10.1016/j.tifs.2013.08.004
- Rao, AV; Rao, LG (2007). “Carotenoids and human health”. 《Pharmacological Research》 55 (3): 207–16. doi:10.1016/j.phrs.2007.01.012. PMID 17349800."Carotenoids and human health". Pharmacological Research 55 (3): 207–16. doi:10.1016/j.phrs.2007.01.012PMID 17349800
- Liu, RH (2004). “Potential Synergy of Phytochemicals in Cancer Prevention: Mechanism of Action”. 《J Nutr》 134 (12): 3479S–85."Potential Synergy of Phytochemicals in Cancer Prevention: Mechanism of Action" J Nutr 134 (12): 3479S–85